# Кристофър Даниълс
Кристофър Даниълс „Падналия ангел“ (на английски: 'Fallen Angel' Christopher Daniels) е сценичният псевдоним на американския професионален борец Даниъл Кристофър Коувъл (Daniel Christopher Covell). Бори се и под името Човекът Къри – маскирана личност, чийто образ приема в Япония, а вече и в Total Nonstop Action Wrestling (TNA), където се бие.

## Кариера
Преди да премине изцяло в TNA, често се бори в WWF (сега WWE) под името Дос, заедно с Аарон Агилера, с когото форимирал отбора „Лос Конквистадорес“. На 23 януари 2001 се появява на ринга на WCW в Нитро в мач срещу Майкъл Модест, когато били прекъснати от Скот Стайнър. На Ковел е дадена титлата Краля на Индитата заради работата си в независимите промоции по целия свят; включително Ring Of Honor и Frontier Wrestling Alliance.
През 2001, по време на мача си срещу Модест в WCW Nitro, Даниелс опитва салто с отскок, но левият му крак минава над въжетата, а другият му крак улучва, но липсата на набрана скорост го оставя без инерция да направи пълно превъртане, напълно проваляйки движението, както и едва не счупвайки врата му. След мача, на Даниелс и Модест им били предложени договори за 90 дни, но промените зад кулистите означавали, че никой от тях няма да се бори в WCW. Той продължава в независимите компании и в Япония.

### Ring Of Honor
Кристофър Даниелс е известен като един от „Бащите-откриватели“ на Ring Of Honor. Той се бори в главния мач на първото шоу, The Era of Honor Begins, в троен мач срещу Low-Ki и „Американския дракон“ Браян Даниелсън. Даниелс губи мача, но отказва да стисне ръцете на опонентите си, нарушавайки Кода на Честта, който гласи, че всички борци трябва да си стиснат ръцете преди и след мач. След решението му да не стисне ръцете им, Даниелс взима микрофона и предизивква Low-Ki и Американския Дракон на Round Robin мач, който се състои на второто шоу на ROH – Round Robin Challenge. Даниелс печели първия мач, побеждавайки Американски Дракон. Този път, тъй като печели, настоява Даниелсън да стисне ръката му. В следващия мач на сериите, Даниелс се изправя срещу Low-Ki. Даниелс се предава под натиска на Драконовия захват, но, както на първото шоу, отказва да стисне ръката на победителя и заявява, че е можел да надвие Low-Ki, ако не се бе борил същата вечер. Също така заявява, че няма да стъпи в един ринг с Low-Ki, освен ако титлата на ROH не е заложена в мача. Даниелс показва ясно, че се опитва да потроши Ring Of Honor като не следва кода му. За да си помогне в това начинание, той създава групата „Пророчеството“ (The Prophecy).
На третото шоу на ROH, A Night of Appreciation, посветено на Еди Гереро, Даниелс се изправя срещу Донован Морган. Мнозина смятали, че Морган ще набие малко уважение в Даниелс, но вместо това те показват взаимно уважение един към друг и Морган се съгласява да се присъедини към „Пророчеството“. Шоуто завършва със задкулистна свада между „Пророчеството“ и няколко борци на ROH. На следващото шоу, Road to the Title, се състои поредица от мачове, които определят кой да се бие за да стане първия ROH шампион. Даниелс печели правото да се бие на следващото шоу, Crowning a Champion, в 60-минутен мач на железните мъже срещу Spanky (Браян Кендрик), Дъг Уилямс и Low-Ki. Получава се брутален мач, в сграда, където температурата била опасно висока. По време на мача Даниелс успява да тушира Low-Ki, но по правилата на мача, Low-Ki все пак успява да спечели титлата поради най-много победи. Това не се отразява добре на Даниелс, тъй като все пак тушира именно Low-Ki.
Два месеца по-късно, на шоуто Unscripted, Low-Ki трябва да защитава титлата си срещу Екзейвиър. По време на мача, Кристофър Даниелс, който същата вечер участва в турнира за коронясването на първите отборни шампиони на ROH заедно с партньора си, Донован Морган, се намесва в мача. По правилата на ROH, Даниелс не може да докосне Low-Ki, но му привлича вниманието, позволявайки на Екзейвиър да атакува Low-Ki със стол. Low-Ki бива лошо пребит, но въпреки това успява да се върне на ринга… само за да бъде туширан от Екзейвиър. Скоро се разбира, че Екзейвиър е най-новият член на „Пророчеството“. По-късно същата вечер с Даниелс печелят Отборните титли, което означавало, че „Пророчеството“ притежава всички титли в ROH.
На следващото шоу, най-голямото дотогава, Glory By Honor, Даниелс не позволява нито една от титлите да бъде защитавана. Вместо това се изправя срещу Дъг Уилямс, а Екзейвиър се изправя срещу Джей Бриско, който бива предложен от брат си, Марк. „Пророчеството“ има планове и за Low-Ki същата нощ, наемайки Самоа Джо, който дебютира в ROH същата вечер, за да се бие срещу Low-Ki в първия бой без чест (Fight Without Honor). Low-Ki печели мача и стиска ръката на Джо, което не е съгласувано с плановете на „Пророчеството“.
Даниелс подсилва групата си с нови членове, като Дан Маф и BJ Уитмър, когато другите членове, Екзейвиър и Донован Морган, напускат. Новото „Пророчество“ започнва горчива вражда срещу „Светците на Втория град“ (Second City Saints), Си Ем Пънк, Колт Кабана и Ейс Стийл, които имали намерението да сложат край на кариерата на Даниелс в ROH. В мача им срещу „Светците“, Даниелс получава Pepsi Plunge (хватка тип педигри от третото въже) през маса от Си Ем Пънк. Даниелс се отдръпва от ROH след това и се концентрира върху кариерата си в TNA, където вижда доста успехи.
На Death Before Dishonor III, Кристофър Даниелс се завръща в ROH, предизвиквайки СМ Пънк в мач за новопридобитата ROH титла, която Си Ем Пънк възнамерявал да отнесе със себе си в WWE. Но Пънк отхвърля предизвикателството. На следващото шоу, Sign of Dishonor, Даниелс побеждава партньора на Си Ем Пънк, Колт Кабана, въпреки намесата на Пънк, който опитва да удари Даниелс с метална верига (вместо това удря Кабана зад гърба на Даниелс). На Fate of an Angel, Даниелс губи от дебютиращия Мат Харди, благодарение на Пънк. Въпреки загубата, Даниелс получава мач за титлата на The Homecoming. Даниелс и Пънк се борят напред-назад, приключвайки мача наравно, след като изтича времевото ограничение за един час, точно когато Даниелс прилага Ангелските криле. На Redemption, следващото шоу на ROH, се състои четворен мач с елиминации между Кристофър Даниелс, Джеймс Гибсън, Самоа Джо и Си Ем Пънк за ROH титлата. По време на мача, Даниелс е покрит от Джо. Той поставя крак върху въжетата, но Пънк го изритва преди съдията да го види и Даниелс бива елиминиран. Даниелс се опитва да си отмъсти, но в крайна сметка случайно елиминира Джо.
След това Даниелс става постоянен член на ростера на ROH, състезавайки се срещу подобни на Самоа Джо, Джими Йенг, Хомисайд и Колт Кабана. Той прави и няколко появи като Curry Man.
През 2006 г., Даниелс губи мач от Мат Сайдел, но след мача двамата се съюзяват в отбор. На 25 ноември 2006 г., Даниелс и Сайдел излизат срещу отборните шампиони на ROH по това време, Кралете на кеча (Крис Хиро и Клаудио Кастагноли). Те ги побеждават и им отнемат титлите след комбинация от Най-доброто салто (Даниелс) и Падаща звезда (Сайдел). След успешни защити срещу СИМА и Шинго, Остин Ейрис и Родерик Стронг и Джак Еванс и Шинго, те губят титлите от братята Бриско на 24 февруари 2007 г.
На 28 април 2007, на шоуто Good Times, Great Memories, Даниелс се изправя срещу Ерик Стивънс и мачът им завършва без победител след изтичането на 15-минутния лимит на мача им. След мача, Даниелс представя грандиозно heel промо, обвинявайки ROH за неуспехите си и за предубежденията си спрямо кечиси, борещи се и за TNA и напусна компанията, преминавайки вече напълно към TNA.

### Total Nonstop Action Wrestling
Даниелс се присъединява към TNA малко след като компанията бива създадена през 2002. През декември 2002 той формира отбор с Low-Ki и Еликс Скипър, наречен Triple X. „ХХХ“ се състезава в отборната дивизия, печелейки Световните отборни титли на NWA (NWA World Tag Team Titles). Също така се присъединява и към фракцията на Винс Русо – Sports Entertainment Xtreme. Отборът им се разделя през юни 2003, след като Low-Ki започва да се бори предимно в Япония, а останалите двама членове губят мач в стоменена клетка срещу America’s Most Wanted (Крис Харис и Джеймс Сторм). След разпадането на ХХХ, Даниелс се състезава в Х Дивизията, докато не възражда отново ХХХ, съюзявайки се отново със стария си съотборник Скипър през юли 2004. Двамата влизат в Отбор САЩ, заедно с Джери Лин и Крис Сейбин, състезавайки се за Световната Х Купа срещу отборите на Мексико, Канада и Япония. Отбор САЩ печели състезанието, ставайки първия Световен Х шампион.
След това, Даниелс и Скипър започват вражда срещу America’s Most Wanted и на 5 декември на Turning Point 2004, двата отбора влизат в шестоъгълна клетка с условието, че загубилият отбор трябва да се раздели и членовете му никога повече да не се състезават заедно. ХХХ губи от AMW и отборът им се разпада.

#### Крис Даниелс срещу Ей Джей Стайлс
През 2005 г., Даниелс влиза в дълготрайна вражда срещу AJ Стайлс за Х титлата (TNA X Division Championship). На Destination X 2005 двамата влизат в Ultimate X Challenge заедно с Рон Килингс и Еликс Скипър за Х титлата. Накрая остават само Стайлс и Даниелс и Стайлс сваля титлата от кръстосаните кабели, но съдоята е в безсъзнание и не го вижда. Даниелс прилага Ангелски криле на Стайлс и взима титлата, когато реферът се съвзема. Даниелс става играчът, държал Х титлата най-дълго време, след като я държи над 150 дни и защитавайки я срещу противници като AJ Стайлс, Пити Уилямс, Еликс Скипър, Мат Бентли и Крис Сейбин. По-късно, на 11 септември по време на шоуто Unbreakable, Стайлс печели обратно титлата в троен мач с Даниелс и Самоа Джо. Даниелс губи отново от Стайлс в 30-минутен мач на железните мъже на Bound For Glory на 23 октомври.
Даниелс бива жестоко нападнат от Самоа Джо след Елиминационен Х мач на Genesis на 13 ноември, когато двамата били партньори. Той получава сътресение от трета степен от атаката. На Turning Point 2005, когато Джо се опитва да нарани по подобен начин и Стайлс след като е спечелил Х титлата от него, Даниелс се завръща и напада Джо, позволявайки на членове на медицинския екип на TNA да поемат Стайлс. През следващите няколко седмици Стайлс и Даниелс се съюзяват. На Final Resolution Даниелс бива победен от Самоа Джо в мач за Х титлата. След като Даниелс понася огромно количество бой от Джо, Стайлс се намесва и хвърля бялата кърпа, за да предпази Даниелс. На следващата седмица Даниелс се обръща срещу Стайлс, заявявайки, че го е направил, за да стане претендент за Х титлата. Същата вечер той коства мача на Стайлс срещу Шанън Мур, хвърляйки бялата кърпа, както Стайлс бе сторил в неговия мач. На Against All Odds Самоа Джо запазва титлата си в троен мач срещу Даниелс и Стайлс. На следващия месец на Destination X тримата участват в Ultimate X мач и Даниелс си връща изгубената Х титла. Губи я на 13 април 2006 в епизод на Импакт! от Джо, след като получава Island Driver от средното въже.
След като губи Х титлата, Даниелс получава мач срещу Джушун Лайгър в шестоъгълна клетка на Lockdown 2006. Поради заетостта на Лайгър в Япония обаче, мачът е отменен и се обявява, че Даниелс ще се изправи срещу таен противник. Има слухове, че ще бъде Колт Кабана, но шокиращо се оказа, че е завръщащия се Low-Ki, бившият партньор на Даниелс, сега състезаващ се под името Сенши. След дълъг и спорен мач, Сенши отбелязва победа чрез преобръщане и използване на въжетата като опора.

#### Крис Даниелс и AJ Стайлс
След това Даниелс влиза в отбор с доскорешния си противник, AJ Styles и скоро двамата стават номер едно претенденти за Отборните титли на NWA. След два неуспешни мача, на Даниелс и Стайлс им е дадена трета, този път последна, възможност за титлите и отборът им очаква 18 юни на годишнината на TNA – Slammiversary 2006 – когато ще се изправят срещу America’s Most Wanted.
На Slammiversary, Стайлс и Даниелс и AMW изиграват мач, в който Стайлс и Даниелс се оказват по-добрият отбор и печелят отборните титли след новата им победна комбинация – жабешка преса, следвана от Най-доброто салто (frogsplash/BME combo). На Victory Road ‘06 AMW получават реванш за титлите, този път само че в мач 3 на 3, като към двата отбора се добавят виновничката за загубите на Стайлс и Даниелс – Гейл Ким – и „неутрализаторката“ ѝ, с чиято помощ те печелят титлите – Сирелда. И така, на следващото PPV, Стайлс, Даниелс и Сирелда побеждават AMW и Гейл Ким, запазвайки титлите си.
Веднага след турнира, на епизод на Импакт Стайлс и Даниелс обявяват, че ще дадат договор за мач за титлите си на всеки един отбор в TNA. Първи противници се оказва групата на Конан – Latin-American Exchange (LAX), съставена от The Notorious 187 Хомисайд и Hotstuff Хернандез. Двата отбора враждуват цял месец преди мача им, а на Hard Justice Стайлс и Даниелс побеждават LAX, запазвайки титлите си. Само две седмици по-късно LAX получават реванш, избирайки мачът да бъде гранична свада (уличен бой). С намеса на Конан, Homicide заковава асоразбивач на Даниелс през маса и го тушира, отнемайки титлите им. На следващата седмица обаче, Стайлс и Даниелс обявяват, че те също имат право на реванш с техни правила, затова избират следващата среща между двата отбора да се състои на 24 септември, на “No Surrender“, този път в първия отборен Ultimate Х мач. Стайлс и Даниелс печелят обратно титлите си, след като Даниелс ги сваля от кръстосаните кабели, скачайки от върха на пилоните, държащи ги.
Последната среща на Даниелс и Стайлс срещу LAX се състои на 22 октомври, на Bound For Glory 2006, в шестоъгълна клетка. По време на мача, Конан отстранява Даниелс, задържайки го за врата със закачалка за дрехи, оставяйки Стайлс сам срещу Хомисайд и Хернандез. Въпреки съпротивата си, Стайлс става жертва на Гринго убиеца на Хомисайд и двамата отново губят титлите си.

#### Отново в Х дивизията
В едно от изданията на Импакт след Bound For Glory, Даниелс участва в троен мач за титлата на Х дивизията срещу доскорошния си партньор и шампион AJ Стайлс и Крис Сейбин. По време на мача, Крисчън Кейдж задържа Стайлс извън ринга, позволявайки на Даниелс да обърне хватка на Сейбин в преобръщане и Даниелс става отново Х шампион. Даниелс защитава успешно титлата си два пъти срещу Крис Сейбин, но накрая я губи в троен мач срещу Сейбин (който побеждава) и Джери Лин.
Даниелс си взима почивка от TNA известно време. Завръща се на Destination X 2007 като heel с нов вид и отношение (наподобяващо злия Стинг), коствайки победата на Джери Лин и нападайки него и Сейбин след мача им. Даниелс и Лин влизат в мач в шестоъгълна клетка на Lockdown 2007 и Даниелс излиза победител. На Sacrifice 2007, Даниелс побеждава и Райно, като междувременно започва все повече да се забърква със Стинг, дори коствайки му един мач. На Slammiversary 2007, Даниелс се изправя срещу Стинг, но губи след като бива туширан.
На Victory Road ‘07, Крис Даниелс влиза в Ultimate X Gauntlet срещу още десет души и излиза победител, събирайки отново отбора си Triple X с Еликс Скипър и Сенши и ставайки претендент #1 за Х титлата. ХХХ участват в троен отборен мач срещу отборите на Алекс Шели и Крис Сейбин и Джей Литал и Сонджей Дът. Те губят мача, след като Литал тушира Даниелс, което води до единичен мач между тях на Импакт, в който Даниелс е принуден да защитава претендентското си място. Литал печели мача.
На No Surrender, ХХХ влизат в отборен Gauntlet мач срещу други десет отбора, но биват елиминирани преди финала. На изданието на Импакт след турнира обаче, Даниелс побеждава Х шампиона Джей Литал в мач, който не е за титлата и така отново става главен претендент в мач, който се състои на Bound For Glory 2007. Там обаче Даниелс губи срещу Литал.
На края на годината Даниелс участва в мач „Доволен или уволнен“ с четири куфарчета – единият съдържа мач за световната титла, един – мач за титлата на Х Дивизията, трети – за отборните титли, а този, който вземе четвъртото куфарче бива уволнен. Съотборникът на Даниелс, Сенши, взима едно от куфарчетата и като лидер на Triple X, Даниелс го предизвиква за куфарчето, което по право е негово. Даниелс печели мача и взима куфарчето, но се оказва, че вътре има заповед за уволнение.

#### 2008 – Curry Man
През януари 2008 г., Даниелс се завръща с нов имидж – този на Curry Man – образът му в някои независими компании по борба и главно в Япония. На 24 януари в iMPACT! той партнира на Tiger Mask IV, с когото побеждават The Rock 'N Rave Infection – Ланс Хойт и Джими Рейв. След това Curry Man става партньор на новия Shark Boy в мачовете им срещу Team 3D, но биват победени два пъти, а веднъж мачът им дори не започва заради правила на Team 3D, наложени им от тяхна загуба. Двата отбора се изправят един срещу друг на Destination X във Fish Market Street Fight, в който Shark Boy и Curry Man излизат победители.
На Lockdown 2008, Curry Man е един от участниците в Xscape мача за Х титлата, но бива елиминиран рано от Джони Дивайн. На Sacrifice 2008, той участва и в новия TerrorDome мач на TNA заедно с мнозина колеги от Х дивизията, но отново губи.
Curry Man е избран за участник в World X Cup 2008 и въпреки че е обявяван като идващ от Япония, той влиза в отбор на TNA. В мач-превю, той губи от руснакът Алекс Козлов от Интернационалния отбор, а по-късно, в официален WXC мач, губи от Milano Collection AT от отбора на Япония. Curry Man участва и в отборния елиминационен мач между четири отбора на Victory Road '08. Той е елиминиран рано в мача, но отборът му все пак взима победата след като Алекс Шели побеждава последния оцелял от отбора на Япония – Масато Йошино.
Curry Man се присъединява към коалицията на Супер Ерик и Shark Boy – The Prince Justice Brotherhood. Тримата сеят справедливост в ринга, намесвайки се винаги когато някой взема прекалено надмощие. Тримата взимат няколко победи и в мачове, но краят на групата идва рано, когато ростера на TNA се разделя на два лагера – ветерани и амбициозни млади звезди.
Curry Man изиграва последния си мач в TNA на Final Resolution 2008 във Feast or Fired мач, в който наградата са четири куфарчета – три с претендентско място за официалните титли на TNA и един със заповед за уволнение. Curry Man успява да вземе едно от куфарчетата, което се оказва, че е със заповед за уволнение.

#### 2009 – Suicide
Към края на 2008 г. кечистът Каз получава нов gimmick и се превъплъщава в маскирания Suicide. Когато обаче в началото на 2009 г. е контузен, TNA решават да сложат временно друг кечист в костюма на образа. Избраният е Кристофър Даниелс, чието първо участие като Suicide е на 29 януари, атакувайки Скот Стайнър.

## В кеча
- Коронни хватки и патенти
  - Като Даниелс:
    - Ангелски криле (Angel’s Wings – пеперуден лицетрошач със завъртане);
    - Последно причастие (Last Rites – резец със завъртане);
    - B.M.E.  – Best Moonsault Ever (Най-доброто салто – задно салто с двоен отскок);

  - Като Curry Man:
    - Лютиво Тръшване (Spicy Drop – аржентински лицетрошач);

- Прякори
  - „Падналия ангел“
  - „Лорда на ринга“
  - „Божия дар за кеча“
  - „Г-н TNA“ (себеобявено)
  - „Горещ и лютив“ (като Човекът Къри)
  - „Лютивият крал“ (като Човекът Къри)

- Титли и постижения
  - 1-кратен APW Worldwide Internet шампион
  - Обявен за Крал на Индитата (независимите компании) от APW (2000)
  - 1-кратен Natural Heavyweight шампион
  - 2-кратен ECWA Heavyweight шампион
  - 2-кратен победител в турнира ECWA Super 8 (2000, 2004)
  - Член на Залата на славата на ECWA (2001)
  - 1-кратен EWF Heavyweight шампион
  - 1-кратен FWA Heavyweight шампион
  - 1-кратен MPW British Commonwealth Junior Heavyweight шампион
  - победител в отборния турнир MPW Futaritabi League (2002)
  - 1-кратен MCW Tag Team шампион – с Джейсън Рейн
  - 1-кратен IWGP Junior Heavyweight Tag Team шампион – с Браян Даниелсън
  - 1-кратен NWA Florida Heavyweight шампион
  - 1-кратен PWF United States шампион
  - 1-кратен 3PW Heavyweight шампион
  - 2-кратен ROH Tag Team шампион – 1-кратен с Донован Морган и 1-кратен с Мат Сайдел
  - 3-кратен TNA X Division шампион
  - 4-кратен NWA World Tag Team шампион – 1-кратен с Low Ki и Еликс Скипър, 1-кратен сам, 1-кратен с Джеймс Сторм, 1-кратен с Ей Джей Стайлс
  - победител в TNA World X Cup – с Джери Лин, Крис Сейбин и Еликс Скипър като Team USA (2004)
  - 2-кратен UPW Heavyweight шампион
  - 1-кратен WCPW League шампион
  - 1-кратен WCPW Lightweight шампион
  - 1-кратен WCPW Middleweight шампион
  - 2-кратен WCPW Tag Team шампион – 1-кратен с Кевин Куин, 1-кратен с Майк Антъни
  - 1-кратен WPW Heavyweight шампион
  - 1-кратен WWC Tag Team Championship – с Кевин Куин
- Wrestling Observer:
  - 5 звезден мач: срещу Samoa Joe срещу AJ Styles (TNA Unbreakable, 11 септември 2005).